# عجوقة هرمية
عجوقة هرمية (الاسم العلمي: Ajuga pyramidalis) هو نوع نباتي يتبع جنس العجوقة من الفصيلة الشفوية.

## تسميات
شندقورة هرمية، عرصف هرمي، بوق هرمي.